# Войводень (Арад)
Войводень, Войводені (рум. Voivodeni) — село у повіті Арад в Румунії. Входить до складу комуни Бирса.
Село розташоване на відстані 384 км на північний захід від Бухареста, 60 км на північний схід від Арада, 126 км на захід від Клуж-Напоки, 94 км на північний схід від Тімішоари.

## Населення
За даними перепису населення 2002 року у селі проживали 165 осіб. Усі жителі села рідною мовою назвали румунську.
Національний склад населення села:
| Національність | Кількість осіб | Відсоток |
| -------------- | -------------- | -------- |
| румуни         | 158            | 95,8%    |
| цигани         | 6              | 3,6%     |